# SS Lane Victory
Le SS Lane Victory est un cargo américain de type Victory ship utilisé pendant la Seconde Guerre mondiale, la guerre de Corée et la guerre du Viêt Nam. Il est conservé comme navire musée à San Pedro dans le port de Los Angeles, Californie.
En tant que rare rescapé des Victory ships, il est classé comme National Historic Landmark (NHL) depuis décembre 1990.

## Origine du nom
Le Lane Victory est nommé en mémoire de l'évêque méthodiste et ancien esclave Isaac Lane, fondateur de Lane College (en), université destinée à la jeunesse afro-américaine de Jackson (Tennessee). Créée en 1882, elle s'est spécialisée dans l'enseignement des Arts libéraux.
Le mot Victory est apposé à la fin du nom de nombreux Victory ships.

## Historique

### Seconde Guerre mondiale
Le Lane Victory est construit à Los Angeles par la California Shipbuilding Corporation, et lancé le 31 mai 1945. Lors de son premier voyage il transporte des fournitures militaires dans le Pacifique. La War Shipping Administration avait confié cette mission aux American President Lines, propriétaire du cargo. À bord se trouve du personnel de la United States Navy Armed Guard (en) chargé des armes, des signaux et de la radio. La traversée du Pacifique commence le 10 juillet, pour Manus en Papouasie-Nouvelle-Guinée ; il repart le 30 août pour ravitailler l'île de Guam en nourriture, puis continue vers Saipan et Hawaï. En route le Lane Victory rencontre un typhon qui le malmène quatorze jours durant.
Le navire commence son deuxième voyage le 27 février 1946. La guerre étant terminée, il est utilisé dans des missions d'aide internationale. Dans le cadre du plan Marshall il achemine du matériel et des fournitures vers l'Europe, jusqu'en 1948. Le 11 mai, le Lane Victory est retiré du service à Suisun Bay en Californie.

### Guerre de Corée
Le Lane Victory reprend du service en 1950 à l'occasion de la guerre de Corée. Il est employé pour évacuer de Corée du Nord des civils coréens et le personnel des Nations unies se trouvant à Wonsan. Plus de 3 800 militaires américains et 1 100 véhicules sont évacués de Hungnam lors de la bataille du réservoir de Chosin. Le navire débarque les troupes et le matériel sur le croiseur USS Saint Paul, sous la protection de plusieurs destroyers. Puis il met en sécurité au Sud 7 010, hommes, femmes et enfants — 7 011 à l'arrivée, une naissance ayant eu lieu durant le voyage —. En octobre 1953, le navire est à nouveau mis en réserve à Suisun Bay. Tous les ans, un jour de célébration se tient à bord du Lane Victory en l'honneur des sauveteurs.

### Guerre du Viêt Nam
En 1966, le cargo est une seconde fois remis en service, pour la Guerre du Viêt Nam. Il est employé pour transporter des fournitures et des munitions vers les zones de combat jusqu'en 1970. Il est remisé le 29 avril 1970, toujours à Suisun Bay, dans la National Defense Reserve Fleet.
À l'occasion des trois guerres où il a servi, le Lane Victory a traversé plusieurs fois le Pacifique vers l'Extrême-Orient, a fait quelques traversées transatlantiques, mais n'a réalisé qu'une seule circumnavigation autour du globe.

### Après guerres
Grâce aux bonnes conditions de stockage des navires à Suisun Bay, l'Administration maritime décide la préservation du Lane Victory. Une loi d'octobre 1988 signée par le président Ronald Reagan autorise son transfert à l'United States Merchant Marine Veterans of World War II (les vétérans de la marine marchande de la Seconde Guerre mondiale). Cette organisation œuvrait depuis des années pour sortir ce navire de la Flotte de réserve.
Comme le cargo s'était lentement dégradé, dans l'immobilité pendant presque vingt ans, des vétérans volontaires travaillent trois ans pour le remettre en état de naviguer. Plusieurs améliorations sont ajoutées pour respecter les standards des garde-côtes. Un passage en cale sèche confirme que sa coque est saine, et des essais à la mer sont conduits en 1992.
En 1994, il participe à des commémorations pour le cinquantième anniversaire du débarquement de Normandie. En juin, c'est une reconstitution du Jour J dans le canal de Santa Barbara. En septembre, il escorte de San Pedro à San Francisco le liberty ship SS Jeremiah O'Brien pour la célébration son retour de Normandie.
Il est ensuite utilisé comme navire d'entraînement pour le service des pompiers du comté de Los Angeles, les pompiers de Los Angeles, des organismes de protection de la loi, le FBI, les garde-côtes et autres services de l'armée américaine. 
Sur les 534 Victory ships construits, seuls trois sont encore en état de marche : le Lane Victory à San Pedro, ainsi que le SS American Victory à Tampa, (Floride) et le SS Red Oak Victory à Richmond (Californie). Un quatrième se trouve dans la réserve, le USNS Range Sentinel (USS Sherbourne à son lancement).

## Navire musée

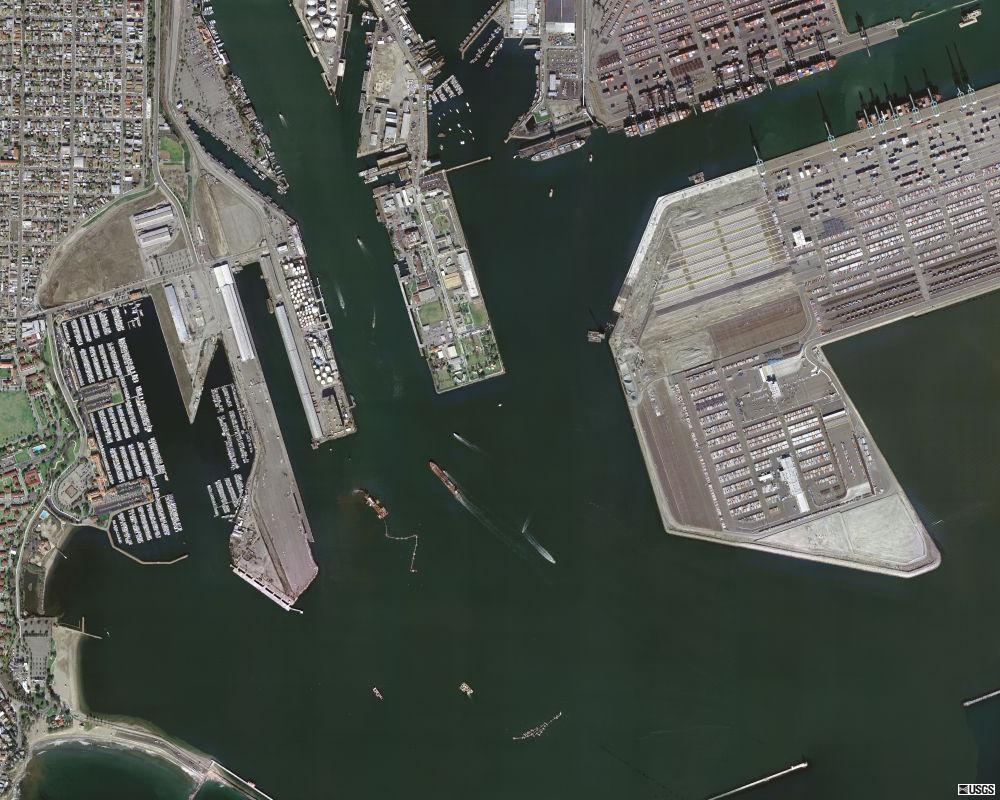
Image satellite du Port de Los Angeles et des installations portuaires de San Pedro, prise en 2004. Le SS Lane Victory se trouve maintenant à l'extrémité du quai à gauche, ponton 46 (la petite bande diagonale blanche).

Après son acquisition par l'association de vétérans (U.S. Merchant Marine Veterans of World War II), le Lane Victory est remorqué depuis Suisun Bay jusqu'au port de Los Angeles en juin 1989. Une équipe de bénévoles assure sa maintenance et assure le fonctionnement du navire et de ses deux musées embarqués. Il y est installé comme musée, mais également comme navire opérationnel. À ce titre il effectue trois voyages d'une journée par an, appelés Victory at Sea, vers l'île Santa Catalina. Ces croisières transportent les passagers dans l'atmosphère et l'état d'esprit des années 1940, grâce à l'ambiance sonore et la musique swing. L'atmosphère d'époque est renforcée par une simulation d'attaque aérienne. 
Le navire est listé comme National Historic Landmark en 1990. Le 13 septembre 2000, le Congrès vote la résolution 327, reconnaissant que le SS Lane Victory comme digne représentant du service et des sacrifices de la marine marchande américaine en temps de guerre.
En février 2012 il change d'emplacement, quittant le ponton 94 près du pont Vincent-Thomas, pour le ponton 46 au sud du pont. Il rouvre au public le 17 février.

## Utilisation pour le cinéma
Le cinéma a également fait usage du Lane Victory dans nombre de films, séries télévisées et publicités, de par son excellente condition. Son sillage est utilisé dans le film Titanic de 1997 pour représenter celui du transatlantique éponyme. Il sert également de décor de la comédie The Pest, la même année. Entre autres longs métrages, il fait des apparitions dans À armes égales (1997), La Ligne rouge (1998), U-571 (2000), Pearl Harbor (2001), Mémoires de nos pères (2006) et Deadwater (2008).
Parmi les séries où il est apparu, on trouve Alerte à Malibu, Alias, Arabesque, Les Enquêtes extraordinaires, MacGyver, le National Geographic Channel, NCIS et Les Rois du Texas.
Le moteur du USS San Pablo de La Canonnière du Yang-Tse (1966) est celui du Lane Victory.

## Décorations
Le Lane Victory a reçu la Médaille de victoire pour ses services rendus pendant la Seconde Guerre mondiale, deux décorations pour la Guerre de Corée et la médaille pour service de guerre au Viêt Nam.
Le 9 octobre 2007 le Lane Victory est récompensé par un Special Heritage Award (prix spécial du patrimoine) à San Diego.